# Gmina Sztutowo
Die Gmina Sztutowo ['gmina ʂtuˈtɔvɔ] ist eine Landgemeinde im Powiat Nowodworski der Woiwodschaft Pommern in Polen. Sie hat eine Fläche von 107,5 km², auf der 3622 Menschen leben (31. Dezember 2020). Ihr Sitz ist das gleichnamige Dorf (deutsch Stutthof).

## Geografie

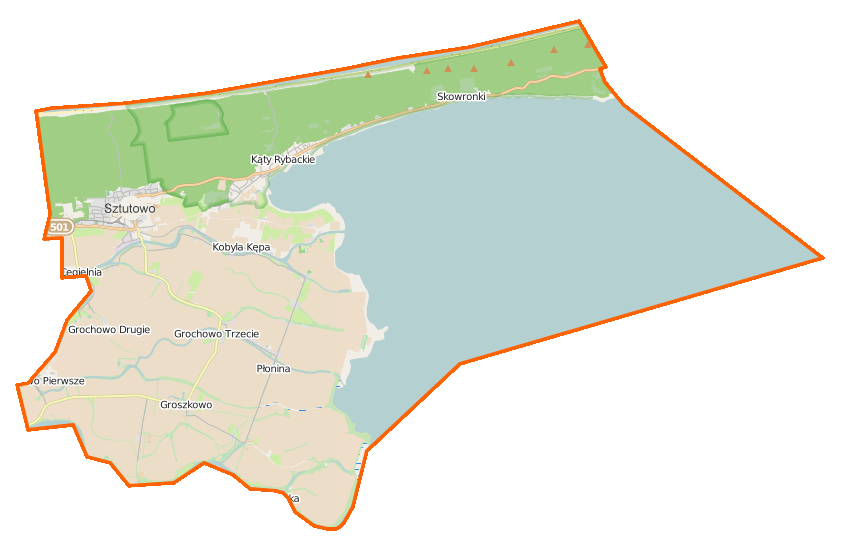
Karte der Landgemeinde

Die Landgemeinde liegt in Pommerellen im Gebiet des Żuławy Wiślane (Weichsel-Nogat-Delta) am Fuß der Mierzeja Wiślana (Frische Nehrung). Die Landschaft südlich von Nehrung und Ostseeküste wird durch die Landschaft der Kampen bestimmt, eine Vielzahl kleiner Inseln, die im Delta der Königsberger und Elbinger Weichsel liegen. Im Westen liegen die Kleinstädte Nowy Dwór Gdański (Tiegenhof), der Sitz des Powiats und Nowy Staw (Neuteich). 32 Prozent der Fläche werden landwirtschaftlich genutzt, 17 % sind Wald, ein Teil des Zalew Wiślany (Frisches Haff) ist Gemeindegebiet. Der östlich anschließende Teil der Nehrung gehört bis zur russischen Grenze zur Stadt Krynica Morska (Kahlberg).

## Geschichte
Bis zur Ersten Polnischen Teilung gehörte das Gemeindegebiet zur Stadt Danzig.   1773 kam Stutthof zum Königreich Preußen und zur Provinz Westpreußen. Aufgrund der Bestimmungen des Versailler Vertrags kam das Gebiet nach dem Ersten Weltkrieg 1920 an die Freie Stadt Danzig (Landkreis Danziger Niederung). 
Schon vor dem Überfall auf Polen wurde bei Stutthof das spätere Konzentrationslager Stutthof angelegt. Im Zweiten Weltkrieg fanden hier die letzten Kampfhandlungen statt, Stutthof wurde erst nach der Kapitulation durch die Rote Armee eingenommen und fiel in der Folge an Polen.
Von 1975 bis 1998 gehörte die Landgemeinde zur Woiwodschaft Elbing. Ursprünglich reichte das Gemeindegebiet bis zur russischen Grenze. Am 1. April 1991 wurde der östliche Teil mit Krynica Morska eine eigene Stadtgemeinde.
Es gibt Pläne bei Skowronki (Vogelsang) einen Kanal durch die Nehrung zu bauen.

## Gemeindegliederung

### Schulzenämter
Zur Landgemeinde gehören die in der Tabelle aufgeführten acht Ortschaften mit jeweils einem Schulzenamt.
| polnischer Name   | deutscher Name (bis 1945) | Einw. (2011) | Lage   | Bild                                 |
| ----------------- | ------------------------- | ------------ | ------ | ------------------------------------ |
| Grochowo Pierwsze | zu Neukrügerskampe        | 127          | (Lage) | Haus in Grochowo Pierwsze            |
| Grochowo Trzecie  | Neukrügerskampe           | ?            | (Lage) |                                      |
| Groszkowo         | Groschkenkampe            | 150          | (Lage) |                                      |
| Kąty Rybackie     | Bodenwinkel               | 707          | (Lage) | Hafen in Kąty Rybackie               |
| Kobyla Kępa       | Kobbelkampe               | 90           | (Lage) | Königsberger Weichsel in Kobyla Kępa |
| Łaszka            | Laschke                   | 310          | (Lage) | Bei Łaszka                           |
| Płonina           | Grenzdorf B               | 45           | (Lage) | Bei Płonina                          |
| Sztutowo          | Stutthof                  | 2988         | (Lage) | Fachwerkhaus in Sztutowo             |

### Weitere Ortschaften

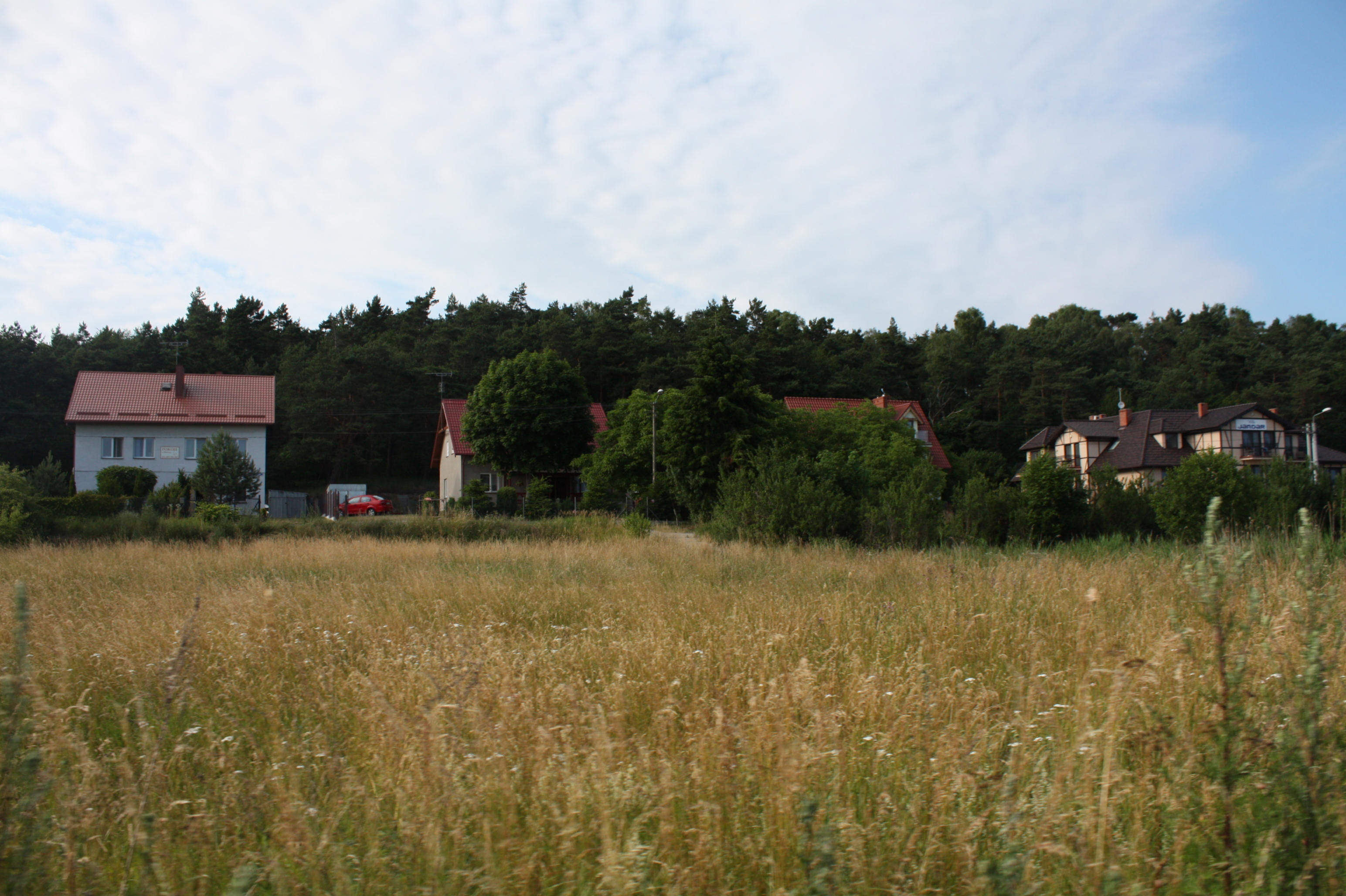
Skowronki

- Dublewo (Dubbashaken) – gehört zu Płonina
- Graniczna (Blockhauskampe) – gehört zu Płonina
- Grochowo Drugie (Störbuderkampe) – gehört zu Sztutowo
- Groszkowo (osada), Siedlung – gehört zu Groszkowo
- Przyłap (Kirrhaken) – gehört zu Kobyla Kępa
- Skowronki (Vogelsang) – gehört zu Kąty Rybackie
- Sztutowska Kępa (Stutthöferkampe) – gehört zu  Łaszka
- Wydmina (Norderhaken) – gehört zu Łaszka

Die Preußische Kampe (poln. Doły) war ein Wohnplatz, der früher zur Grenzdorf B und heute zu Płonina gehört. Der Große Weidenhaken war ein Wohnplatz, der früher zur Stutthöferkampe und heute zu Grochowo Trzecie gehört.

## Sehenswürdigkeiten

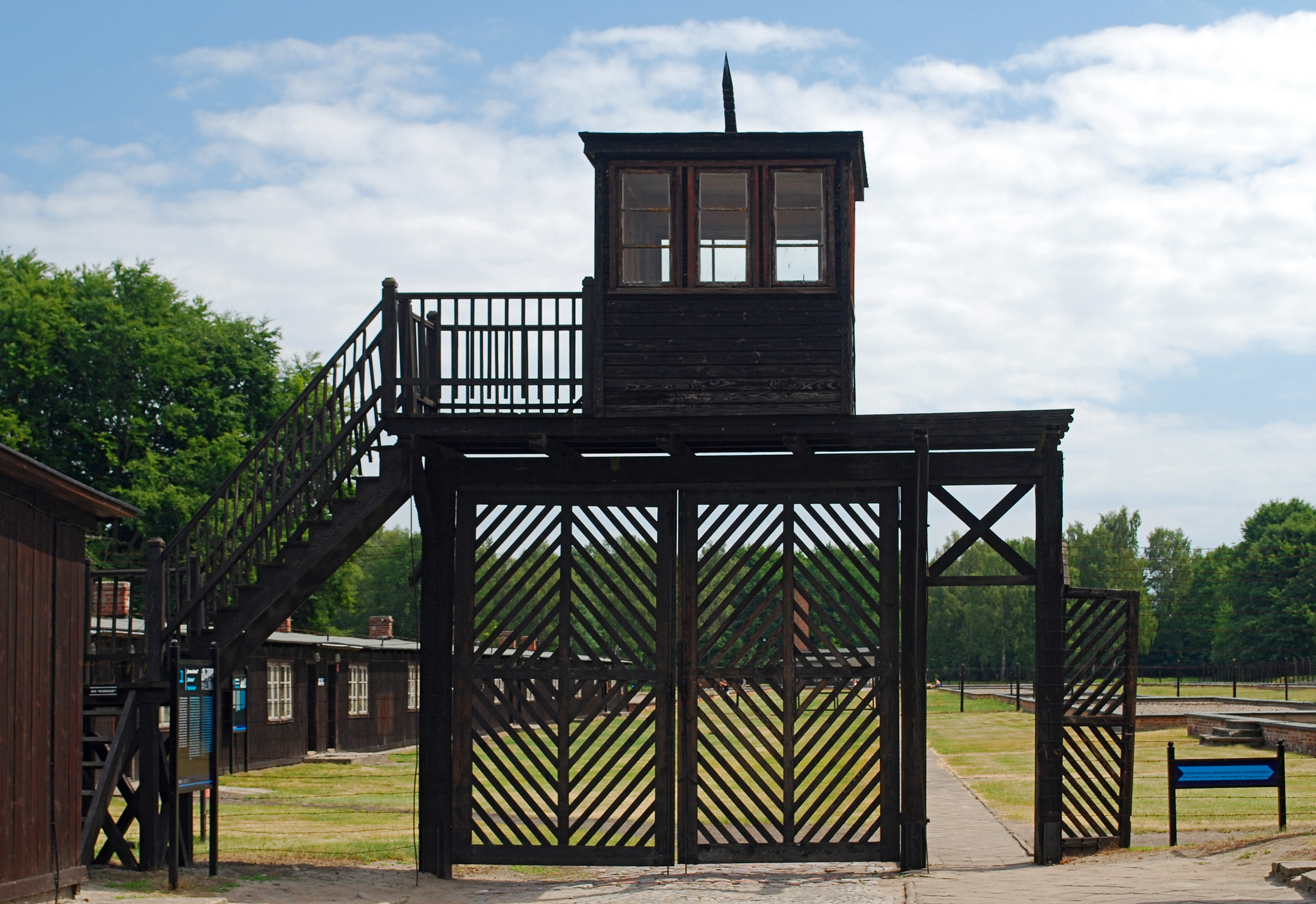
Eingangstor zum KZ Stutthof

Einziges denkmalgeschütztes Objekt ist das Konzentrationslager. 

### Baudenkmal und Museum
- KZ Stutthof

### Museum
- Muzeum Zalewu Wislanego (Haff- und Fischereimuseum) in Kąty Rybackie

### Kirchen
- Kirche św. Wojciecha in Sztutowo (1860–1878)
- Kirche św. Marka Ewangelisty (1990–1995) mit dem Gnadenbild der Maria Knotenlöserin in Kąty Rybackie

### Sonstiges
- Klappbrücke in Sztutowo
- Pumpstation in Grochowo Pierwsze

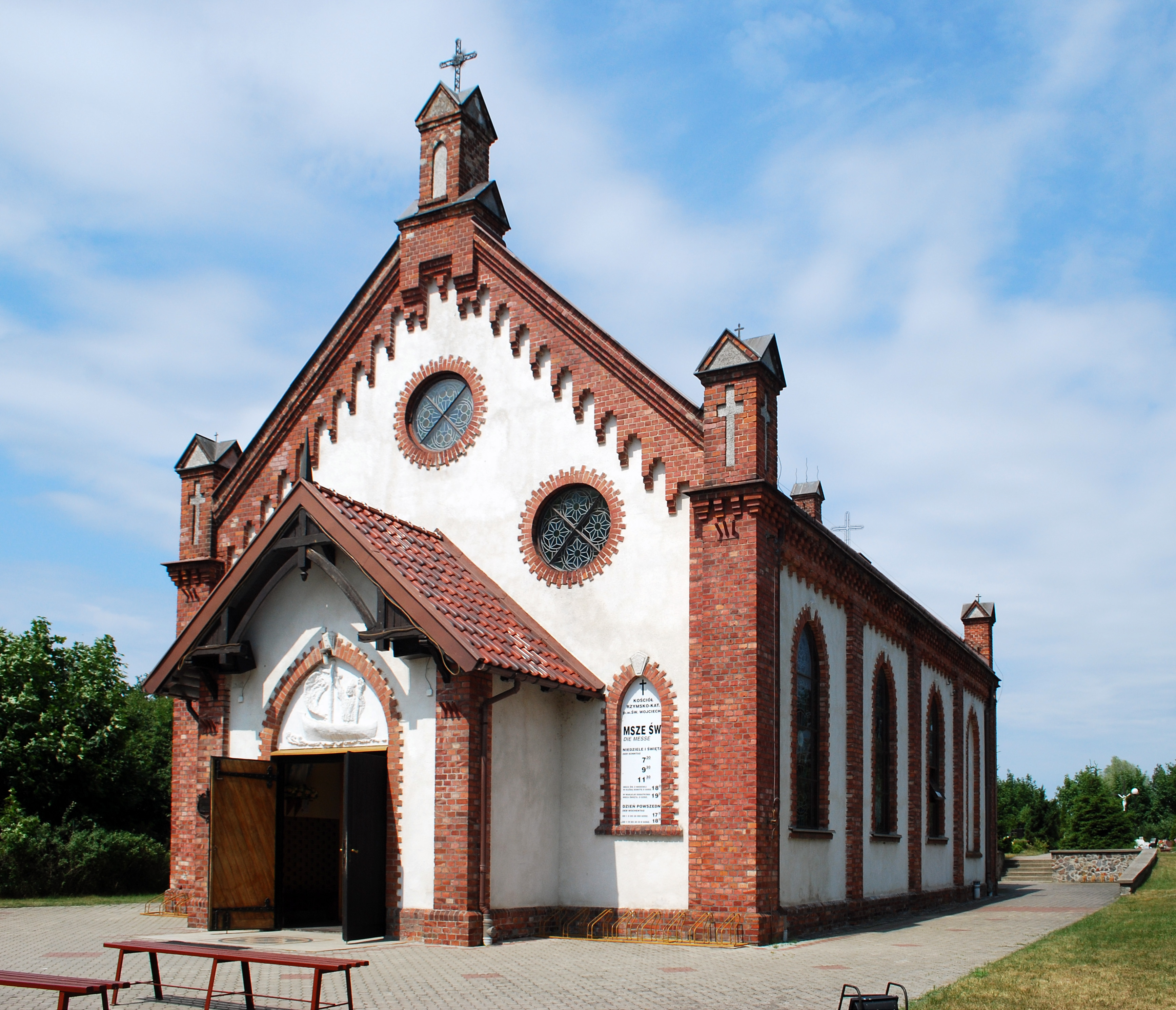
Kirche in Sztutowo
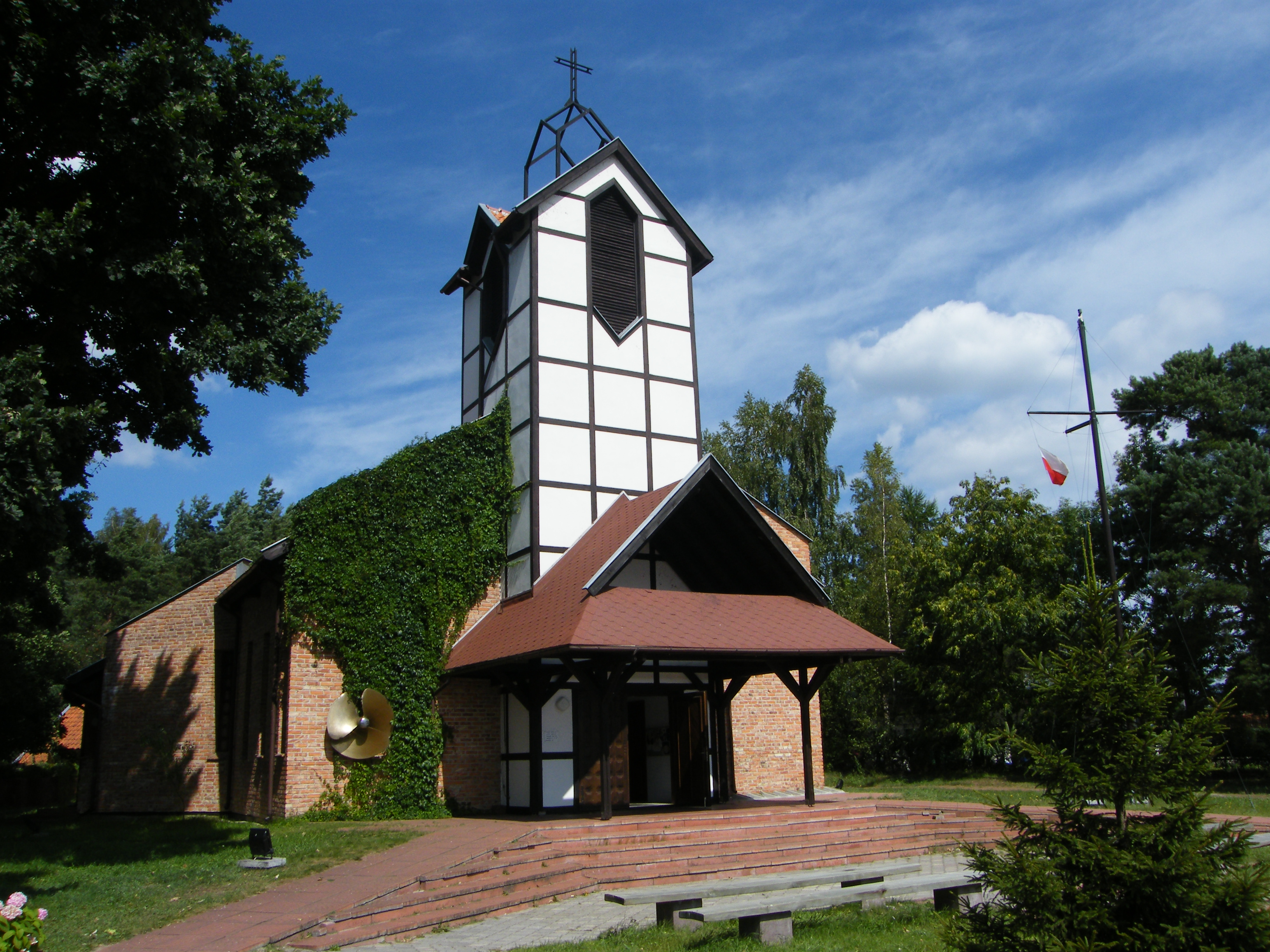
Kirche in Kąty Rybackie
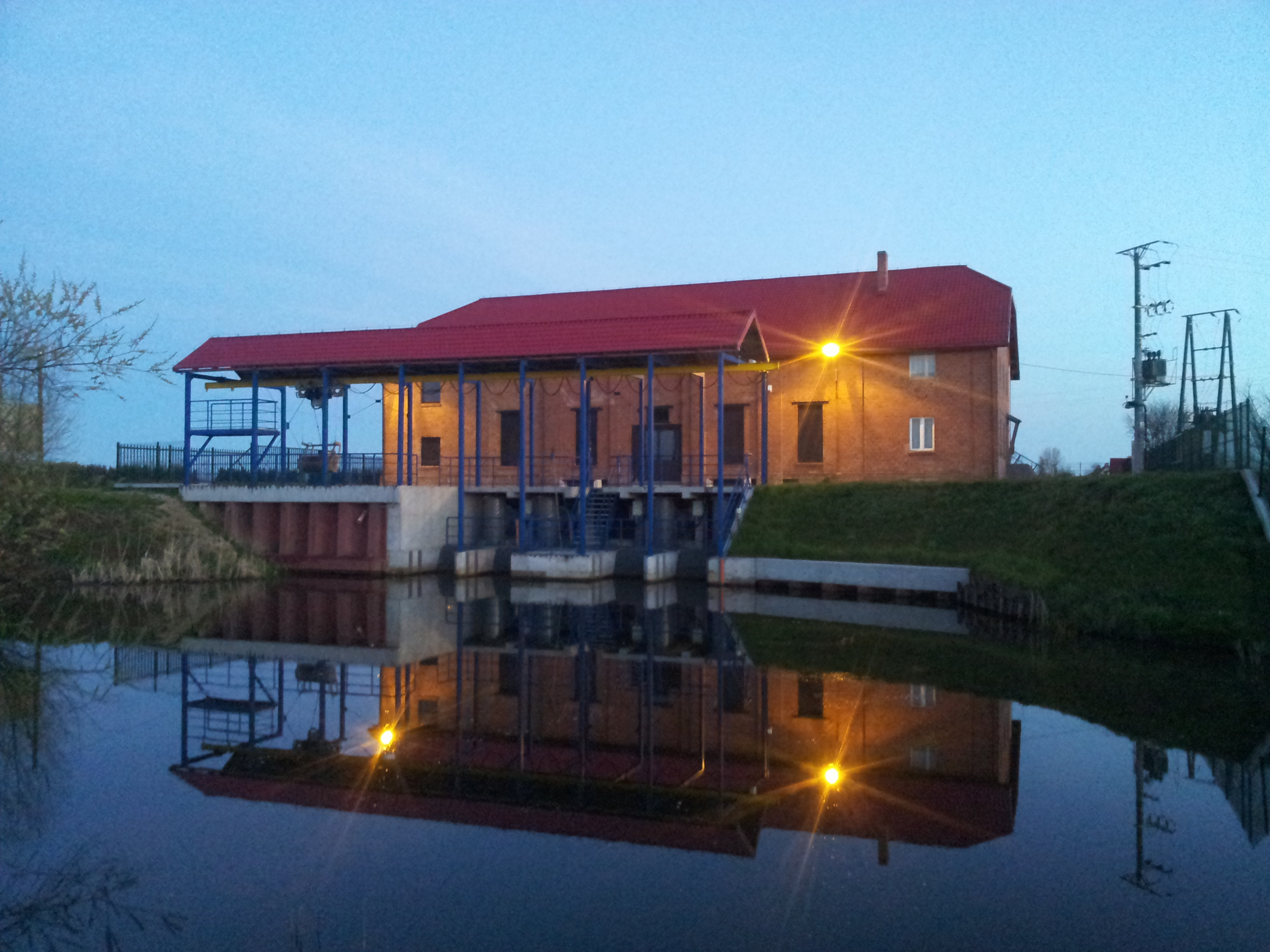
Pumpstation
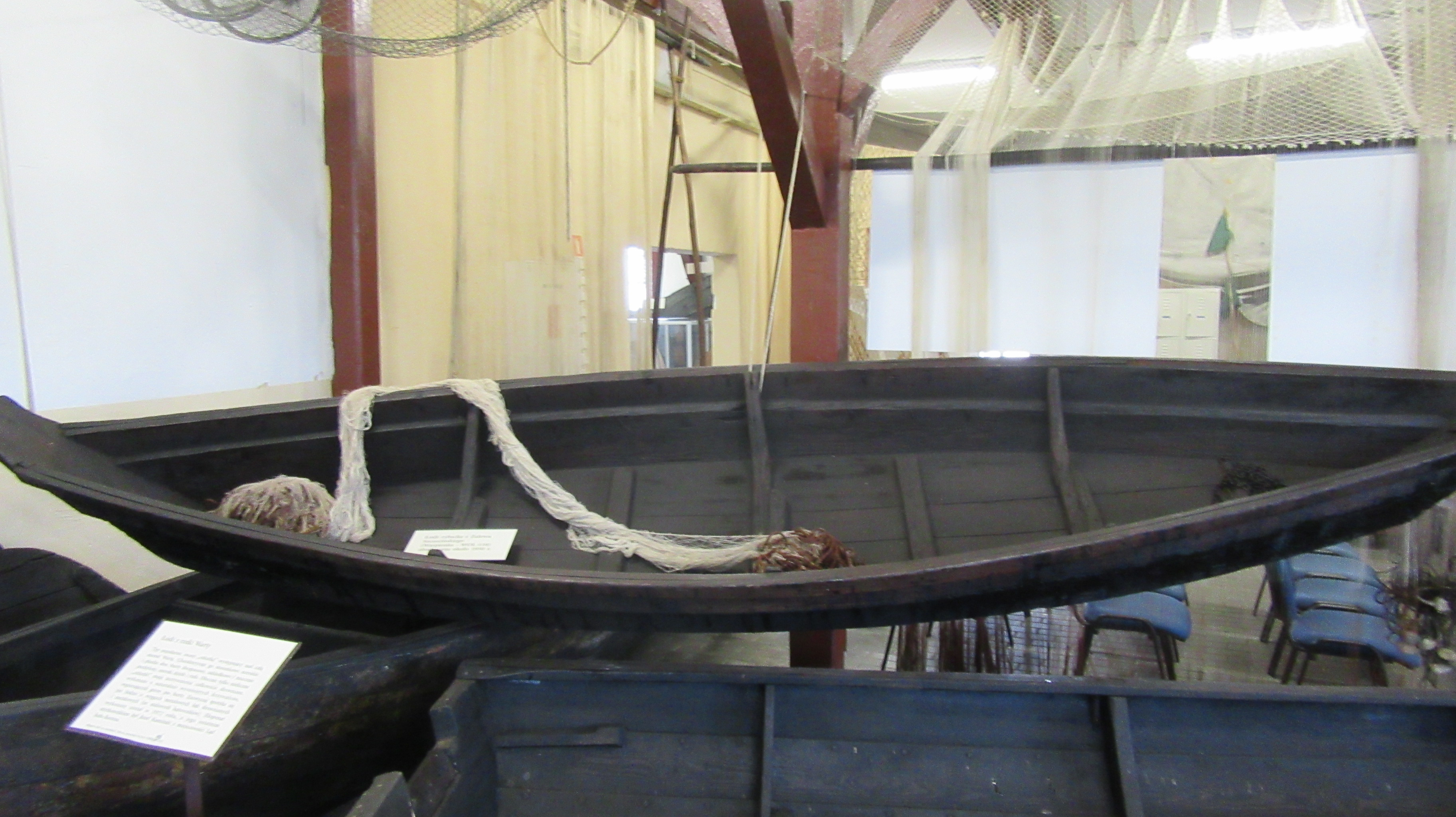
Museum in Kąty Rybackie

## Natur
- Strand an der Ostsee
- Königsberger Weichsel
- Frisches Haff
- Naturschutzgebiet bei Kąty Rybackie
- Waldgebiet der Frischen Nehrung

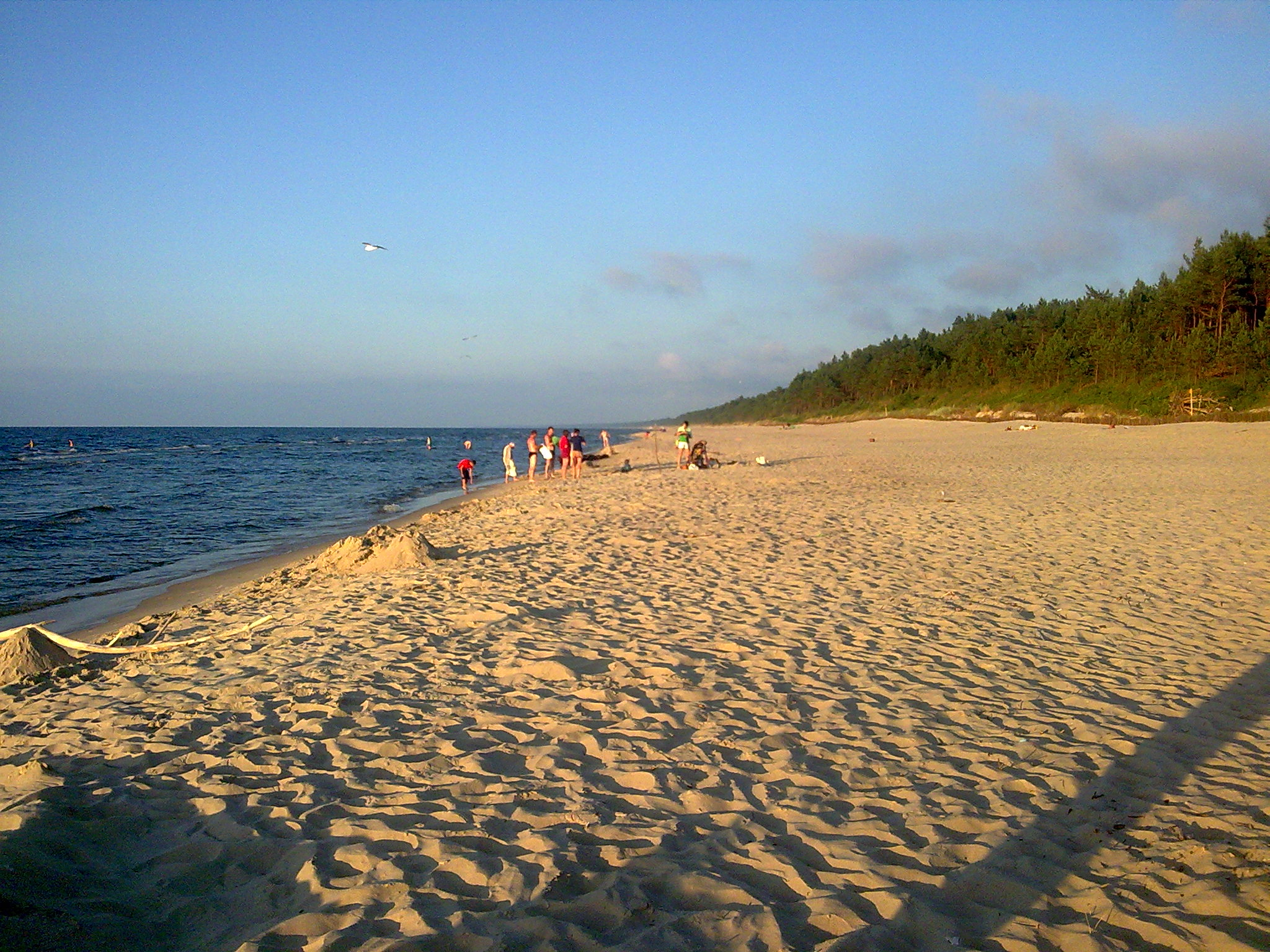
Ostseeküste bei Sztutowo
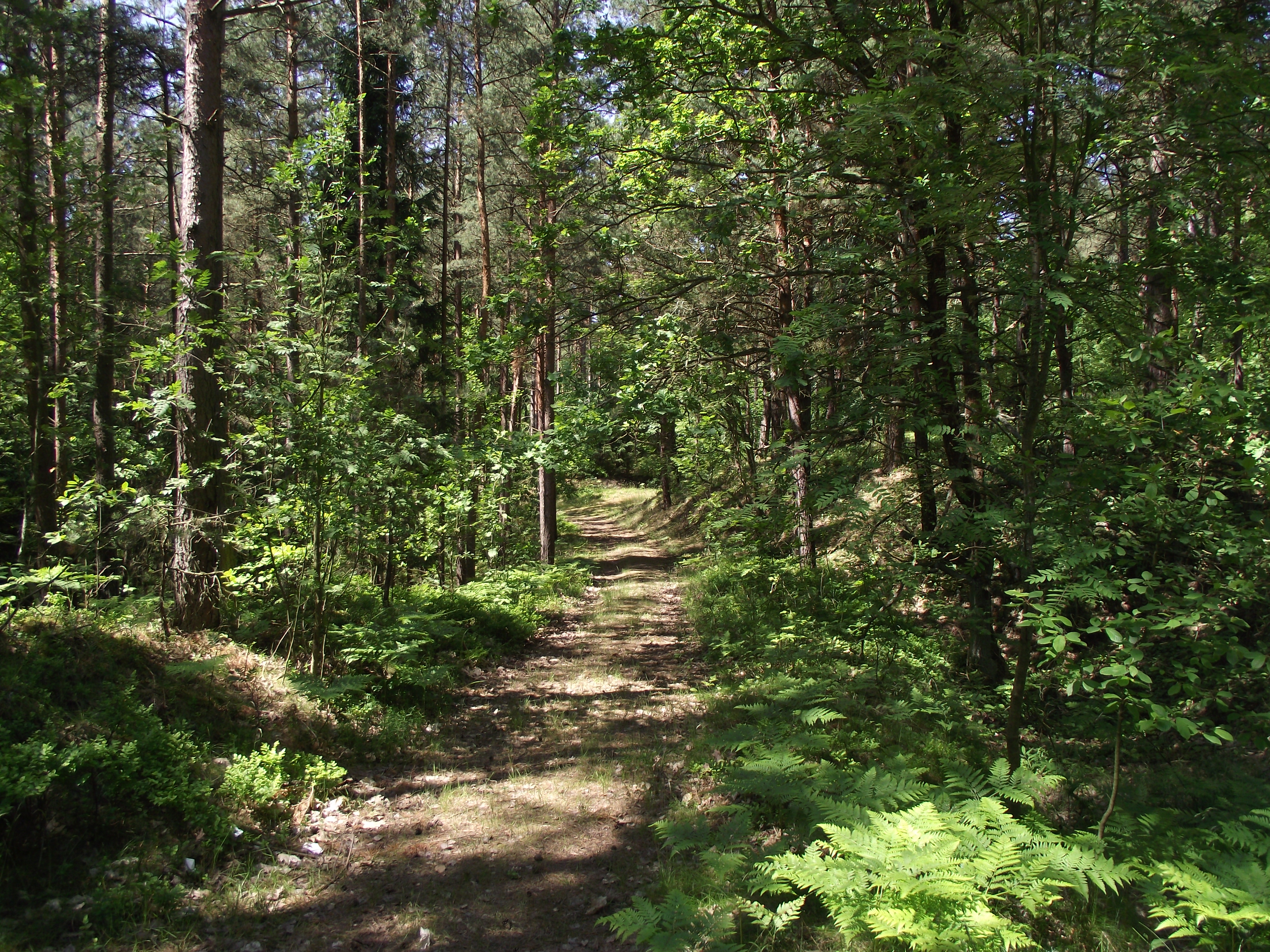
Wald auf der Nehrung
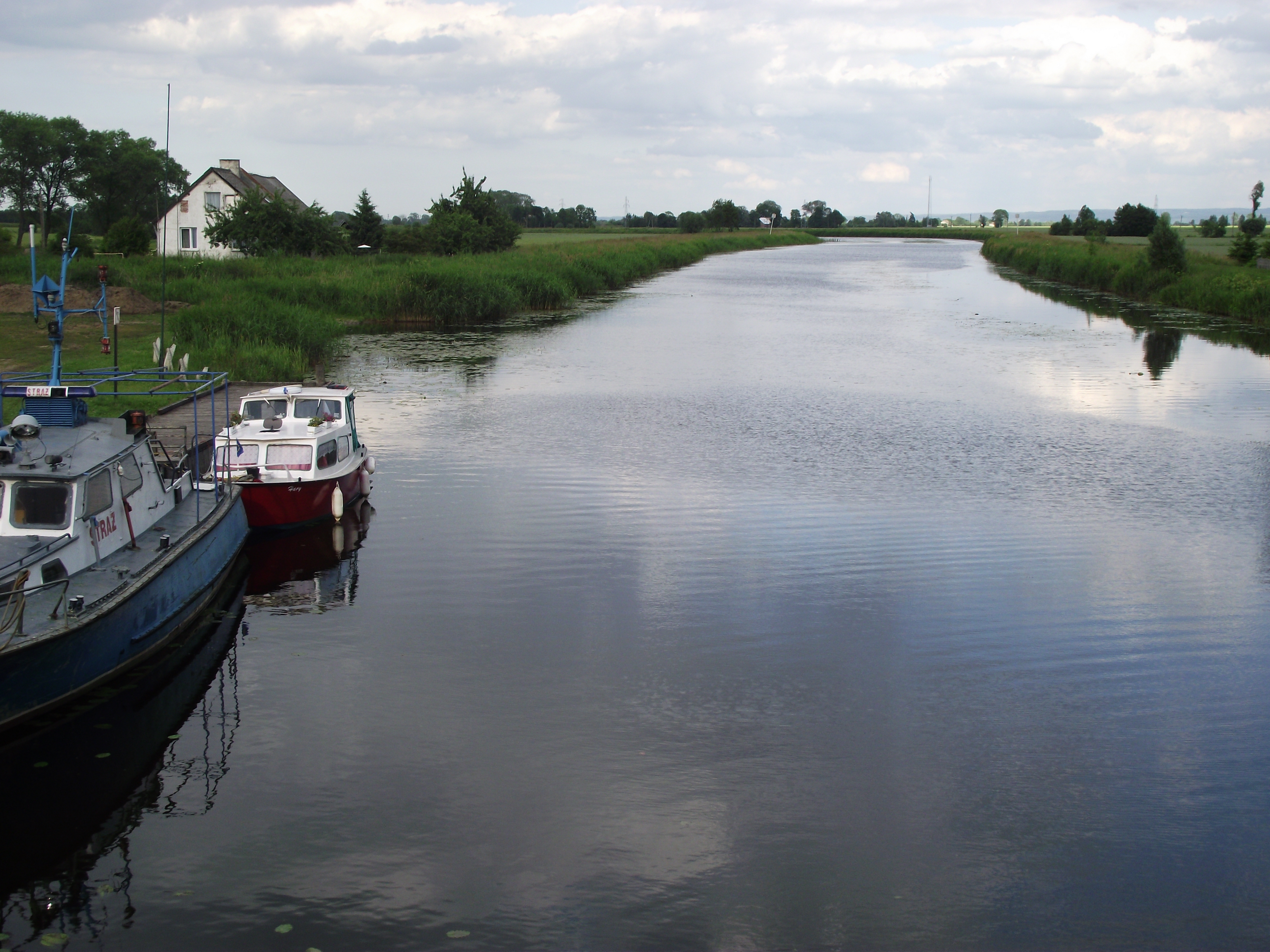
Königsberger Weichsel
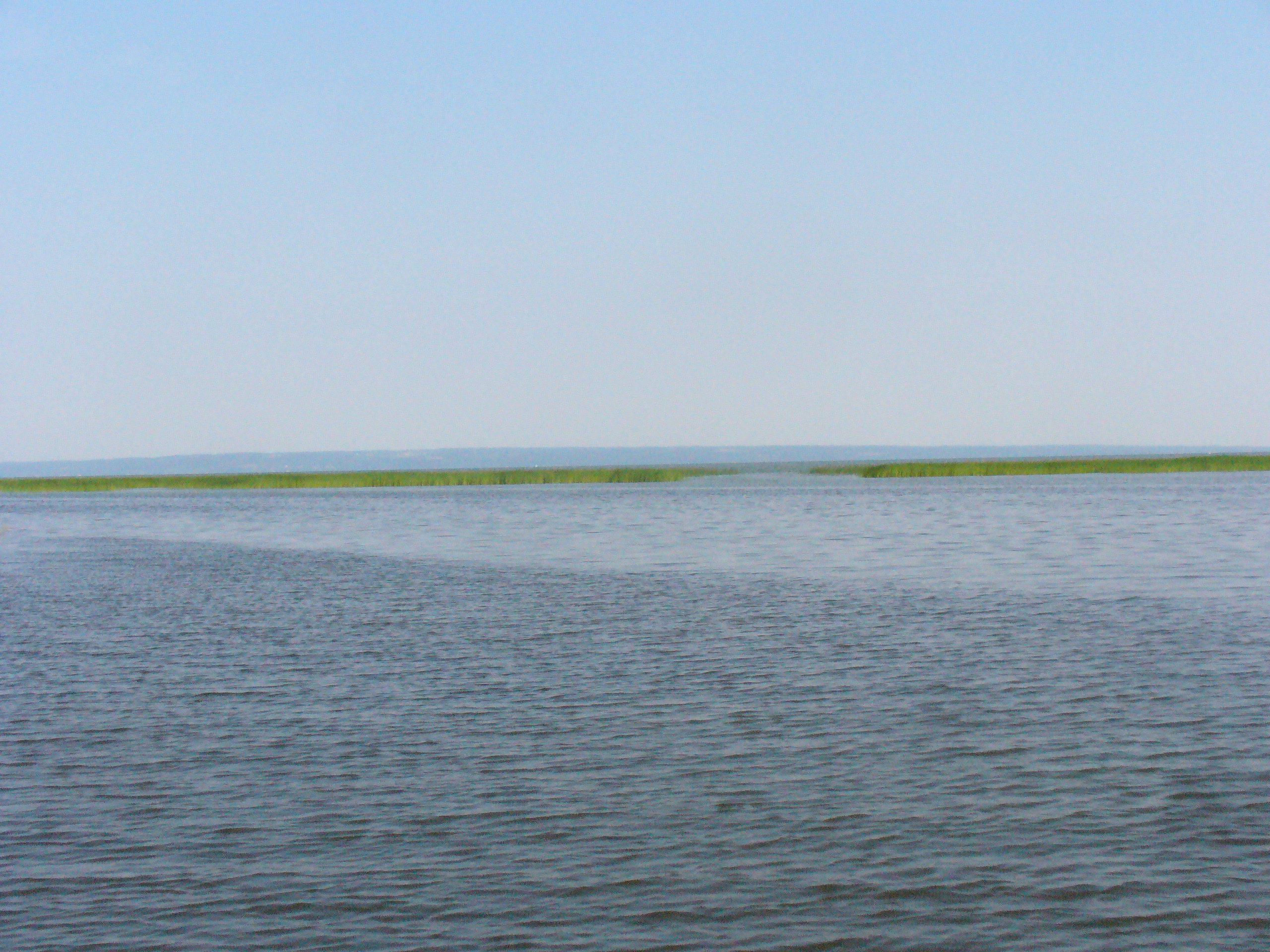
Frisches Haff bei Kąty Rybackie